# Sara Akbar
Sara Hussein Akbar est une ingénieure en pétrochimie koweïtienne née en 1958, militante en faveur des droits des femmes, cofondatrice de Kuwait Energy dont elle est aussi directrice générale,. Akbar est considérée comme « héroïne nationale » en raison de son implication dans l’extinction des feux de puits de pétrole en 1991. L’histoire est racontée dans le documentaire Fires of Kuwait, nommé pour l’Oscar du meilleur documentaire en 1992 . Elle est également récompensée par le palmarès mondial des 500 du programme des Nations Unies pour l’environnement. Akbar est l’une des premières femmes en charge d’une compagnie pétrolière dans la péninsule arabique. En 2007, elle est aussi directrice de la Society of Petroleum Engineers.

## Éducation
Akbar obtient sa licence d’ingénierie en Chimie auprès de l’Université du Koweït en 1981,,.

## Carrière
Sara commence sa carrière en travaillant dans des bureaux avant d’obtenir son poste d’ingénieure en pétrochimie auprès de la Kuwait Oil Company. Entre 1981 et 1999, Akbar travaille dans le secteur pétrolier de la Kuwait Energy, une entreprise qu’elle a cocrée et dont elle est directrice. Elle est la première femme à être à la tête d’une compagnie pétrolière au Moyen-Orient. En 1990, durant l’invasion du Koweït par l’Irak, la majorité des puits pétroliers du pays (environ 80%) sont attaqués par l’armée de Saddam Hussein. Akbar est la seule femme parmi tous les ingénieurs à aller contre les ordres donnés et aider à l’extinction de ses feux. Elle pense que sa connaissance des puits a aidé à son équipe à ce que les opérations d’extinction se passent bien : « J’ai travaillé jour et nuit sur les champs pétrolifères et le résultat de ce travail est que je connais parfaitement ces champs… Il y avait 800 puits et je connais chacun d’entre eux sur le bout des doigts ». Leurs efforts sont montrés dans le documentaire Fires of Kuwait, un documentaire daté de 1992 et nommé pour l’Oscar du meilleur documentaire.
En 2006, Akbar est à l’origine d’une législation et des régulations du gaz et du pétrole en Somalie. Elle sert également comme humanitaire dans le pays. Durant son mandat de directrice à Kuwait Energy (qu’elle quitte en 2017),, l’entreprise sponsorise plus de deux cents femmes à se lancer dans entrepreneuriat.
En 2007, Akbar est aussi directrice générale de la Society of Petroleum Engineers.
En janvier 2018, Akbar devient la seule femme au conseil d’administration de Silk City et Boubyan Island dans le cadre du projet Madinat al-Hareer.

## Distinctions
Les prix reçus par Akbar comprennent, :
- Palmarès des 500 – programme des Nations unies pour l’environnement (1993[11])
- Membre honorifique – Society of Petroleum Engineers (2003[12])
- Médaille d’or Charles F. Rand – American Institute of Mining, Metallurgical, and Petroleum Engineers (2013[13],[1])
- Prix WOW de entrepreneuriat – New Arab Woman Forum (2017)
- 46e du top 100 des femmes d’affaires arabes les plus influentes par Forbes (2018[14])

## Militantisme en faveur des droits des femmes
Très souvent, en interviews, Akbar parle du rôle des femmes dans le monde du travail dans les pays du Moyen-Orient. Elle observe des différences entre des pays qui n’ont pas le même degré d’avancement dans le domaine des droits des femmes. À propos de la situation du Koweït à ce sujet, elle déclare « le Koweït se classe en tête concernant les droits des femmes pour leur accès à l'éducation, aux affaires et au travail. Le pays reste néanmoins très en retard en termes de droits politiques, qui sont assez récents ici. Je crois fermement au ‘pouvoir des femmes’, en leur capacité à se battre pour ce qu'elles ont le droit de gagner et à finalement gagner la bataille. Au Koweït, le mouvement des femmes est très fort ». Sur l’Islam, elle rajoute « je ne crois pas que l’Islam impose des limites sociales aux femmes, au contraire, je crois qu’il y a des facteurs socio-culturels plus importants et qui ont un impact plus important sur les droits des femmes, ».

## Vie personnelle
Akbar a grandi dans une famille nombreuse de 10 enfants. Son père est foreur de pétrole. Sara considère le soutien de sa famille comme un moteur dans sa réussite. Mariée et mère de trois enfants, elle vit à Koweït City.